# Пинго (Байсэ)
Пинго́ (кит. упр. 平果, пиньинь Píngguǒ) — городской уезд городского округа Байсэ Гуанси-Чжуанского автономного района (КНР). Название городского уезда образовано из первых иероглифов ранее существовавших здесь уездов Пинчжи и Годэ.

## История
Вплоть до XX века эти места, населённые национальными меньшинствами, управлялись традиционными структурами. После образования Китайской Республики в 1915 году был создан уезд Годэ (果德县), а в 1918 году — уезд Сылинь (思林县).
В 1934 году уезд Сылинь был переименован в Пинчжи (平治县).
После вхождения этих мест в состав КНР в конце 1949 года был образован Специальный район Умин (武鸣专区), и уезды Пинчжи и Годэ вошли в его состав. В феврале 1951 года Специальный район Умин был расформирован, и уезды перешли в состав Специального района Байсэ (百色专区). В мае 1951 года уезды Пинчжи и Годэ были объединены в уезд Пинго (平果县). В декабре 1952 года в провинции Гуанси был создан Гуйси-Чжуанский автономный район (桂西壮族自治区), и Специальный район Байсэ вошёл в его состав. В 1956 году Гуйси-Чжуанский автономный район был переименован в Гуйси-Чжуанский автономный округ (桂西僮族自治州). В 1958 году автономный округ был упразднён, а вся провинция Гуанси была преобразована в Гуанси-Чжуанский автономный район.
В 1971 году Специальный район Байсэ был переименован в Округ Байсэ (百色地区).
Постановлением Госсовета КНР от 2 июня 2002 года округ Байсэ был преобразован в городской округ.
В ноябре 2019 года уезд Пинго был преобразован в городской уезд.

## Административное деление
Городской уезд делится на 9 посёлков и 3 волости.